# Trichoniscus nivatus
Trichoniscus nivatus is een pissebed uit de familie Trichoniscidae. De wetenschappelijke naam van de soort is voor het eerst geldig gepubliceerd in 1917 door Karl Wilhelm Verhoeff.